# Изящно изкуство
Изящното изкуство е дял на изкуството, обхващащ като понятие графиката, скулптурата, живописта и мозайката от изобразителните изкуства, а в общ изкуствоведски план – още музиката, поезията, красноречието и танца.
Творбите в изящното изкуство представляват картини, рисунки и скулптури, които могат да се видят и закупят от галерии. Поради високата им цена се купуват от сравнително малък кръг хора.
Разграничението на изящно и пластично изкуство се установява окончателно в средата на 18 век.